# Kōichi Ae
Kōichi Ae (japanisch 阿江 孝一 Ae Kōichi; * 15. April 1976 in der Präfektur Hiroshima) ist ein ehemaliger japanischer Fußballspieler.

## Karriere
Ae erlernte das Fußballspielen in der Schulmannschaft der Aki Fuchu High School und der Universitätsmannschaft der Chūō-Universität. Seinen ersten Vertrag unterschrieb er 1999 bei den Gamba Osaka. Der Verein spielte in der höchsten Liga des Landes, der J1 League. 2000 wurde er an den Ligakonkurrenten Avispa Fukuoka ausgeliehen. 2001 wurde er an den Ligakonkurrenten Kashima Antlers ausgeliehen. 2003 wechselte er zum Zweitligisten Montedio Yamagata. Für den Verein absolvierte er vier Ligaspiele. Ende 2005 beendete er seine Karriere als Fußballspieler.

## Erfolge
Kashima Antlers
- J1 League

Meister: 2001